# Oberon Zell-Ravenheart
Oberon Zell-Ravenheart (dříve Tim Otter Zall či Timothy Zell, známý také jako Otter G'Zell) (* 30. listopadu 1942 St. Louis), je zakladatel Církve všech světů a přední postava novopohanského hnutí. Byl raným stoupencem hlubinné ekologie, je tvůrce časopisu Green Egg („Zelené vejce“).

## Církev všech světů
S Richardem L. Cristiem založil 7. května 1962 Církev všech světů. K založení nové církve byli inspirováni románem Roberta Henleina Cizinec v cizí zemi. Církev pojmenovali po duchovní organizaci popisovanou v knize. Zell se stal na počátku 60. let Nejvyšším knězem církve a zůstal jím až do konce devadesátých let.